# Guam aux Jeux olympiques d'été de 2024
Les Guam participent aux Jeux olympiques de 2024 à Paris en France. Il s'agit de leur 10e participation à des Jeux d'été.

## Résultats

### Athlétisme

#### Hommes
| Athlètes     | Épreuve | Premier tour (ou tour préliminaire) | Premier tour (ou tour préliminaire) | Repêchage (ou premier tour) | Repêchage (ou premier tour) | Demi-finales | Demi-finales | Finale  | Finale  |
| Athlètes     | Épreuve | Temps                               | Rang                                | Temps                       | Rang                        | Temps        | Rang         | Temps   | Rang    |
| ------------ | ------- | ----------------------------------- | ----------------------------------- | --------------------------- | --------------------------- | ------------ | ------------ | ------- | ------- |
| Joseph Green | 100 m   | 10 s 85                             | 5e                                  | Eliminé                     | Eliminé                     | Eliminé      | Eliminé      | Eliminé | Eliminé |

#### Femmes
| Athlètes             | Épreuve | Premier tour (ou tour préliminaire) | Premier tour (ou tour préliminaire) | Repêchage (ou premier tour) | Repêchage (ou premier tour) | Demi-finales | Demi-finales | Finale  | Finale  |
| Athlètes             | Épreuve | Temps                               | Rang                                | Temps                       | Rang                        | Temps        | Rang         | Temps   | Rang    |
| -------------------- | ------- | ----------------------------------- | ----------------------------------- | --------------------------- | --------------------------- | ------------ | ------------ | ------- | ------- |
| Regine Tugade-Watson | 100 m   | 12 s 02                             | 4e                                  | 11 s 87                     | 8e                          | Eliminé      | Eliminé      | Eliminé | Eliminé |

### Lutte
Deux sœurs, Mia et Rckaela Aquino, se sont qualifiées via le tournoi de qualification olympique d'Afrique et d'Océanie 2024 à Alexandrie, en Égypte ; Rckaela a déjà participé aux Jeux olympiques de Tokyo en 2021.
| Athlète        | Compétition    | Huitièmes de finale | Quart de finale     | Demi-finale         | Repêchage           | Finale / CB         | Rang |
| Athlète        | Compétition    | Adversaire Résultat | Adversaire Résultat | Adversaire Résultat | Adversaire Résultat | Adversaire Résultat | Rang |
| -------------- | -------------- | ------------------- | ------------------- | ------------------- | ------------------- | ------------------- | ---- |
| Mia Aquino     | Moins de 53 kg | [[]]                | [[]]                | [[]]                | [[]]                | [[]]                | e    |
| Rckaela Aquino | Moins de 57 kg | [[]]                | [[]]                | [[]]                | [[]]                | [[]]                | e    |